# Фљака Сурои
Фљака Сурои (алб. Flaka Surroi; Приштина, 1964) албанска је предузетница и публицисткиња са Косова и Метохије. Ћерка је политичара и дипломате Реџаија Суроија и сестра политичара Ветона Суроија. Средњу школу је завршила у Мексику, где јој је отац радио као амбасадор, а дипломирала је на Универзитету у Приштини.
Пре рата на Косову и Метохији, радила је у неколико међународних невладиних организација, док је после рата водила локалну фондацију. Кратко време је радила као секретар премијера Косова, али након поновног уласка њеног брата Ветона Суроија у политику 2003. године, преузела је кормило и власништво над породичним предузећем Koha Group, које се састоји од ТВ станице Kohavision, највећг дневног листа на Косову и Метохији Koha Ditore, штампарије, веб-сајта Koha Net и винарије. Године 2013. подржала је протесте против Владе Републике Косово, док је њене чланове назвала „лоповима”, те се истакла као заговорница родне равноправности.
Током њеног мандата на челу Koha Ditore, лист је задржао водећу позицију на тржишту Косова и Метохије.